# Jannius mecus
Jannius mecus är en insektsart som beskrevs av Pieter D. Theron 1982. Jannius mecus ingår i släktet Jannius och familjen dvärgstritar. Inga underarter finns listade i Catalogue of Life.